# Martyr (együttes)
A Martyr kanadai death metal zenekar. 1994-ben alakultak meg a québeci Trois-Rivières-ben. Lemezeiket a Galy Records kiadó jelenteti meg. Az együttes 2012 óta szünetet tart. Technikás, illetve progresszív death metalt játszanak.

## Tagok
- Daniel Mongrain – ének, gitár (1994–2012)
- Martin Carbonnaeu – gitár (2002–2012)
- François Mongrain – vokál, basszusgitár (1994–2012)

## Diszkográfia

### Stúdióalbumok
- Hopeless Hopes (1997)
- War Zone (2000)
- Feeding the Abscess (2006)

### Egyéb kiadványok
- Extracting the Core (koncertalbum, 2001)
- Havoc in Quebec City (DVD, 2008)